# Lavdrim Rexhepi
Lavdrim Rexhepi (sinh ngày 12 tháng 2 năm 1998) là một cầu thủ bóng đá người Thụy Sĩ-Kosovo thi đấu ở vị trí tiền vệ cho FC Zürich tại Giải bóng đá vô địch quốc gia Thụy Sĩ.

## Sự nghiệp chuyên nghiệp
Rexhepi ra mắt chuyên nghiệp for FCZ trong trận hòa 1–1 tại Giải bóng đá vô địch quốc gia Thụy Sĩ cùng với FC Luzern vào ngày 18 tháng 2 năm 2018.

## Đời sống cá nhân
Rexhepi sinh ra ở Thụy Sĩ và có gốc Kosovo–Albania.